# Paul Krüger (Politiker, 1903)
Paul Krüger (* 17. Juni 1903 in Wiesbaden; † 16. Dezember 1990) war ein deutscher Gewerkschaftsfunktionär und Politiker (KPD) und ehemaliger Abgeordneter des Hessischen Landtags.

## Leben
Paul Krüger, ein Sohn eines Holzarbeiters und einer Büglerin, besuchte nach der Volksschule die Fachschule für Tiefbau und arbeitete als Bauführer und Gewerkschaftssekretär. Seit 1921 war er Mitglied des Deutschen Baugewerksbundes. 1927 wurde er Vermessungsgehilfe.
Paul Krüger war Mitglied der KPD und Unterbezirksleiter der RGO in Wiesbaden. Von 1930 bis 1933 war er für seine Partei Stadtverordneter in Wiesbaden. Mit der Machtergreifung der Nationalsozialisten wurde er am 4. März 1933 verhaftet und bis Dezember 1933 im Gefängnis und dem KZ Esterwegen festgehalten. Nach seiner Freilassung war er illegal für die KPD tätig. Von August 1935 bis Oktober 1938 war er erneut im KZ Esterwegen und später im KZ Sachsenhausen eingesperrt. Bis 1945 arbeitete er unter Polizeiaufsicht als Bautechniker.
Nach dem Ende des Zweiten Weltkriegs arbeitete er ab 1945 am Wiederaufbau der KPD und der Gewerkschaftsorganisation in Wiesbaden. Ab 1946 war er hauptberuflicher Gewerkschaftssekretär und Mitglied des Landesvorstandes Hessen der KPD.
Vom 26. Februar 1946 bis zum 14. Juli 1946 war Paul Krüger Mitglied des ernannten Beratenden Landesausschusses und vom 15. Juli 1946 bis zum 30. November 1946 der Verfassungberatenden Landesversammlung. In der ersten Wahlperiode vom 1. Dezember 1946 bis zum 30. November 1950 war er Mitglied des Hessischen Landtags.
Paul Krüger arbeitete als geschäftsführender Sekretär der ÖTV Wiesbaden und später als Rechtsschutzsekretär. Auch nach dem Ausscheiden aus dem Landtag blieb er konsequent Mitglied der KPD. Vom Hauptvorstand der ÖTV wurde er deswegen strafversetzt, blieb aber hauptamtlicher Gewerkschaftsmitarbeiter. 1959 wurde er stellvertretender Geschäftsführer der ÖTV Frankfurt.